# مارسل کامو
مارسل کامو (فرانسوی: Marcel Camus‎؛ ۲۱ آوریل ۱۹۱۲ – ۱۳ ژانویه ۱۹۸۲) کارگردان و فیلم‌نامه‌نویس اهل فرانسه بود.

## زندگی‌نامه
مارسل کامو یکی از فیلمسازان نسل اول سینمای فرانسه محسوب می‌شود که به سال ۱۹۱۲ در «شاپ» دیده به جهان گشود است. او ابتدا بعد از تحصیلات اولیه، مدتی به عنوان معلم هنرها بکار می‌پردازد تا اینکه در جنگ جهانی دوم عازم جبههٔ نبرد شده و به اسارت در می‌آید. در عرض چهار سالی که او در اسارت به سر می‌برد تعدادی نمایشنامه را در بازداشتگاه اسرای جنگی کارگردانی و طراحی می‌نماید. بالاخره پس از آزادی به دستیاری هانری دوکوئن و ژاک فدر انتخاب گردیده و مدتی با آنها کار می‌کند. عاقبت خود تعدادی فیلم کوتاه می‌سازد تا اینکه اولین فیلم بلند داستانی اش را در ۱۹۵۶ به وجود می‌آورد و رسماً به عنوان فیلمساز شناخته می‌شود.
کامو در ۱۳ ژانویه ۱۹۸۲ در سن ۶۹ سالگی در شهر پاریس درگذشت و در گورستان پر-لاشز به خاک سپرده شد

## فیلمشناسی
1. قاچاقچی مردن (۱۹۵۶)
2. اورفهٔ سیاه (۱۹۵۸) (برنده نخل طلایی سال ۱۹۵۹ و جایزه اسکار بهترین فیلم خارجی زبان سال ۱۹۵۹)
3. پرندهٔ بهشت (۱۹۶۲)
4. آواز دنیا (۱۹۶۵)
5. مردی از نیویورک (۱۹۶۷)
6. زندگی در شب (۱۹۶۸)
7. دیوار آتلانتیک (۱۹۷۰)
8. یک تابستان وحشی (۱۹۷۰)
9. باهیا (۱۹۷۷)